# Alekseï Troïtski
Alexeï Alexeïevitch Troïtski ou Troitzky (en russe : Алексе́й Алексе́евич Тро́ицкий) est né le 14 mars 1866 à Saint-Pétersbourg et est décédé le 14 août 1942 à Léningrad. Il était un compositeur d'études d'échecs. Avec Henri Rinck, il est l’un des pères de l'étude d'échecs moderne et on lui attribue plus de 1 000 compositions dont 50 analyses rétrogrades. Il est mort de sous-alimentation pendant la Seconde Guerre mondiale au cours du siège de Léningrad, où ses notes furent détruites.
L'une de ses études les plus connues est celle qu'il consacra à la finale « roi et deux cavaliers contre roi et pions » et qui occupe une soixantaine de pages. John Nunn analysa cette étude avec des tables de finales et conclut que « l'analyse de Troïtski est d'une exactitude étonnante ».
Vassili Platov distingue trois phases dans sa carrière de problémiste. De 1895 à 1901, Troïtski s'intéresse aux thèmes chers à la Belle Époque : restriction de mouvement et domination, pats positionnels, combinaisons de mat et pat forcés, attraction sur une case, qui allaient marquer le développement ultérieur de l'art des études. Ses premières compositions se distinguent déjà par leur originalité et leur profondeur de vue.
Sa « période d'études » (1905–1917) acclimate aux études échiquéennes des thèmes jusque-là limités à la tactique de milieu de jeu, comme la déviation et l'attraction, la sous-promotion, l'attaque de formations particulières de pièces, enfin la combinaison de deux ou plusieurs thèmes.
La dernière phase de sa carrière (1924–1942) est marquée par la recherche de réalisme dans ses compositions. En effet, le principal mérite de Troïzki est d'avoir cherché à créer des positions ayant le caractère qu'on rencontre dans les parties entre joueurs (et pas uniquement dans les finales), donnant au mouvement des pièces vie et naturel. Les études de Troïzki ont fixé les règles du genre, en faisant entrer en ligne de compte le nombre de variantes, le nombre de menaces, ou l'exploitation d'un coup d'attente. Tous ces éléments se combinent de manière organique pour concourir au but assigné par le Problémiste. 
Couronné « artiste émérite » en 1928 en tant que meilleur problémiste d'échecs, il reçoit en 1934 le grade de Maître des sports de l'URSS.

## Compositions
|   | a | b | c | d | e | f | g | h |   |
| 8 | Dame noire sur case noire b8 · Cavalier noir sur case noire c7 · Cavalier blanc sur case blanche a4 · Roi noir sur case noire d4 · Dame blanche sur case noire g3 · Roi blanc sur case noire d2 | Dame noire sur case noire b8 · Cavalier noir sur case noire c7 · Cavalier blanc sur case blanche a4 · Roi noir sur case noire d4 · Dame blanche sur case noire g3 · Roi blanc sur case noire d2 | Dame noire sur case noire b8 · Cavalier noir sur case noire c7 · Cavalier blanc sur case blanche a4 · Roi noir sur case noire d4 · Dame blanche sur case noire g3 · Roi blanc sur case noire d2 | Dame noire sur case noire b8 · Cavalier noir sur case noire c7 · Cavalier blanc sur case blanche a4 · Roi noir sur case noire d4 · Dame blanche sur case noire g3 · Roi blanc sur case noire d2 | Dame noire sur case noire b8 · Cavalier noir sur case noire c7 · Cavalier blanc sur case blanche a4 · Roi noir sur case noire d4 · Dame blanche sur case noire g3 · Roi blanc sur case noire d2 | Dame noire sur case noire b8 · Cavalier noir sur case noire c7 · Cavalier blanc sur case blanche a4 · Roi noir sur case noire d4 · Dame blanche sur case noire g3 · Roi blanc sur case noire d2 | Dame noire sur case noire b8 · Cavalier noir sur case noire c7 · Cavalier blanc sur case blanche a4 · Roi noir sur case noire d4 · Dame blanche sur case noire g3 · Roi blanc sur case noire d2 | Dame noire sur case noire b8 · Cavalier noir sur case noire c7 · Cavalier blanc sur case blanche a4 · Roi noir sur case noire d4 · Dame blanche sur case noire g3 · Roi blanc sur case noire d2 | 8 |
| 7 | Dame noire sur case noire b8 · Cavalier noir sur case noire c7 · Cavalier blanc sur case blanche a4 · Roi noir sur case noire d4 · Dame blanche sur case noire g3 · Roi blanc sur case noire d2 | Dame noire sur case noire b8 · Cavalier noir sur case noire c7 · Cavalier blanc sur case blanche a4 · Roi noir sur case noire d4 · Dame blanche sur case noire g3 · Roi blanc sur case noire d2 | Dame noire sur case noire b8 · Cavalier noir sur case noire c7 · Cavalier blanc sur case blanche a4 · Roi noir sur case noire d4 · Dame blanche sur case noire g3 · Roi blanc sur case noire d2 | Dame noire sur case noire b8 · Cavalier noir sur case noire c7 · Cavalier blanc sur case blanche a4 · Roi noir sur case noire d4 · Dame blanche sur case noire g3 · Roi blanc sur case noire d2 | Dame noire sur case noire b8 · Cavalier noir sur case noire c7 · Cavalier blanc sur case blanche a4 · Roi noir sur case noire d4 · Dame blanche sur case noire g3 · Roi blanc sur case noire d2 | Dame noire sur case noire b8 · Cavalier noir sur case noire c7 · Cavalier blanc sur case blanche a4 · Roi noir sur case noire d4 · Dame blanche sur case noire g3 · Roi blanc sur case noire d2 | Dame noire sur case noire b8 · Cavalier noir sur case noire c7 · Cavalier blanc sur case blanche a4 · Roi noir sur case noire d4 · Dame blanche sur case noire g3 · Roi blanc sur case noire d2 | Dame noire sur case noire b8 · Cavalier noir sur case noire c7 · Cavalier blanc sur case blanche a4 · Roi noir sur case noire d4 · Dame blanche sur case noire g3 · Roi blanc sur case noire d2 | 7 |
| 6 | Dame noire sur case noire b8 · Cavalier noir sur case noire c7 · Cavalier blanc sur case blanche a4 · Roi noir sur case noire d4 · Dame blanche sur case noire g3 · Roi blanc sur case noire d2 | Dame noire sur case noire b8 · Cavalier noir sur case noire c7 · Cavalier blanc sur case blanche a4 · Roi noir sur case noire d4 · Dame blanche sur case noire g3 · Roi blanc sur case noire d2 | Dame noire sur case noire b8 · Cavalier noir sur case noire c7 · Cavalier blanc sur case blanche a4 · Roi noir sur case noire d4 · Dame blanche sur case noire g3 · Roi blanc sur case noire d2 | Dame noire sur case noire b8 · Cavalier noir sur case noire c7 · Cavalier blanc sur case blanche a4 · Roi noir sur case noire d4 · Dame blanche sur case noire g3 · Roi blanc sur case noire d2 | Dame noire sur case noire b8 · Cavalier noir sur case noire c7 · Cavalier blanc sur case blanche a4 · Roi noir sur case noire d4 · Dame blanche sur case noire g3 · Roi blanc sur case noire d2 | Dame noire sur case noire b8 · Cavalier noir sur case noire c7 · Cavalier blanc sur case blanche a4 · Roi noir sur case noire d4 · Dame blanche sur case noire g3 · Roi blanc sur case noire d2 | Dame noire sur case noire b8 · Cavalier noir sur case noire c7 · Cavalier blanc sur case blanche a4 · Roi noir sur case noire d4 · Dame blanche sur case noire g3 · Roi blanc sur case noire d2 | Dame noire sur case noire b8 · Cavalier noir sur case noire c7 · Cavalier blanc sur case blanche a4 · Roi noir sur case noire d4 · Dame blanche sur case noire g3 · Roi blanc sur case noire d2 | 6 |
| 5 | Dame noire sur case noire b8 · Cavalier noir sur case noire c7 · Cavalier blanc sur case blanche a4 · Roi noir sur case noire d4 · Dame blanche sur case noire g3 · Roi blanc sur case noire d2 | Dame noire sur case noire b8 · Cavalier noir sur case noire c7 · Cavalier blanc sur case blanche a4 · Roi noir sur case noire d4 · Dame blanche sur case noire g3 · Roi blanc sur case noire d2 | Dame noire sur case noire b8 · Cavalier noir sur case noire c7 · Cavalier blanc sur case blanche a4 · Roi noir sur case noire d4 · Dame blanche sur case noire g3 · Roi blanc sur case noire d2 | Dame noire sur case noire b8 · Cavalier noir sur case noire c7 · Cavalier blanc sur case blanche a4 · Roi noir sur case noire d4 · Dame blanche sur case noire g3 · Roi blanc sur case noire d2 | Dame noire sur case noire b8 · Cavalier noir sur case noire c7 · Cavalier blanc sur case blanche a4 · Roi noir sur case noire d4 · Dame blanche sur case noire g3 · Roi blanc sur case noire d2 | Dame noire sur case noire b8 · Cavalier noir sur case noire c7 · Cavalier blanc sur case blanche a4 · Roi noir sur case noire d4 · Dame blanche sur case noire g3 · Roi blanc sur case noire d2 | Dame noire sur case noire b8 · Cavalier noir sur case noire c7 · Cavalier blanc sur case blanche a4 · Roi noir sur case noire d4 · Dame blanche sur case noire g3 · Roi blanc sur case noire d2 | Dame noire sur case noire b8 · Cavalier noir sur case noire c7 · Cavalier blanc sur case blanche a4 · Roi noir sur case noire d4 · Dame blanche sur case noire g3 · Roi blanc sur case noire d2 | 5 |
| 4 | Dame noire sur case noire b8 · Cavalier noir sur case noire c7 · Cavalier blanc sur case blanche a4 · Roi noir sur case noire d4 · Dame blanche sur case noire g3 · Roi blanc sur case noire d2 | Dame noire sur case noire b8 · Cavalier noir sur case noire c7 · Cavalier blanc sur case blanche a4 · Roi noir sur case noire d4 · Dame blanche sur case noire g3 · Roi blanc sur case noire d2 | Dame noire sur case noire b8 · Cavalier noir sur case noire c7 · Cavalier blanc sur case blanche a4 · Roi noir sur case noire d4 · Dame blanche sur case noire g3 · Roi blanc sur case noire d2 | Dame noire sur case noire b8 · Cavalier noir sur case noire c7 · Cavalier blanc sur case blanche a4 · Roi noir sur case noire d4 · Dame blanche sur case noire g3 · Roi blanc sur case noire d2 | Dame noire sur case noire b8 · Cavalier noir sur case noire c7 · Cavalier blanc sur case blanche a4 · Roi noir sur case noire d4 · Dame blanche sur case noire g3 · Roi blanc sur case noire d2 | Dame noire sur case noire b8 · Cavalier noir sur case noire c7 · Cavalier blanc sur case blanche a4 · Roi noir sur case noire d4 · Dame blanche sur case noire g3 · Roi blanc sur case noire d2 | Dame noire sur case noire b8 · Cavalier noir sur case noire c7 · Cavalier blanc sur case blanche a4 · Roi noir sur case noire d4 · Dame blanche sur case noire g3 · Roi blanc sur case noire d2 | Dame noire sur case noire b8 · Cavalier noir sur case noire c7 · Cavalier blanc sur case blanche a4 · Roi noir sur case noire d4 · Dame blanche sur case noire g3 · Roi blanc sur case noire d2 | 4 |
| 3 | Dame noire sur case noire b8 · Cavalier noir sur case noire c7 · Cavalier blanc sur case blanche a4 · Roi noir sur case noire d4 · Dame blanche sur case noire g3 · Roi blanc sur case noire d2 | Dame noire sur case noire b8 · Cavalier noir sur case noire c7 · Cavalier blanc sur case blanche a4 · Roi noir sur case noire d4 · Dame blanche sur case noire g3 · Roi blanc sur case noire d2 | Dame noire sur case noire b8 · Cavalier noir sur case noire c7 · Cavalier blanc sur case blanche a4 · Roi noir sur case noire d4 · Dame blanche sur case noire g3 · Roi blanc sur case noire d2 | Dame noire sur case noire b8 · Cavalier noir sur case noire c7 · Cavalier blanc sur case blanche a4 · Roi noir sur case noire d4 · Dame blanche sur case noire g3 · Roi blanc sur case noire d2 | Dame noire sur case noire b8 · Cavalier noir sur case noire c7 · Cavalier blanc sur case blanche a4 · Roi noir sur case noire d4 · Dame blanche sur case noire g3 · Roi blanc sur case noire d2 | Dame noire sur case noire b8 · Cavalier noir sur case noire c7 · Cavalier blanc sur case blanche a4 · Roi noir sur case noire d4 · Dame blanche sur case noire g3 · Roi blanc sur case noire d2 | Dame noire sur case noire b8 · Cavalier noir sur case noire c7 · Cavalier blanc sur case blanche a4 · Roi noir sur case noire d4 · Dame blanche sur case noire g3 · Roi blanc sur case noire d2 | Dame noire sur case noire b8 · Cavalier noir sur case noire c7 · Cavalier blanc sur case blanche a4 · Roi noir sur case noire d4 · Dame blanche sur case noire g3 · Roi blanc sur case noire d2 | 3 |
| 2 | Dame noire sur case noire b8 · Cavalier noir sur case noire c7 · Cavalier blanc sur case blanche a4 · Roi noir sur case noire d4 · Dame blanche sur case noire g3 · Roi blanc sur case noire d2 | Dame noire sur case noire b8 · Cavalier noir sur case noire c7 · Cavalier blanc sur case blanche a4 · Roi noir sur case noire d4 · Dame blanche sur case noire g3 · Roi blanc sur case noire d2 | Dame noire sur case noire b8 · Cavalier noir sur case noire c7 · Cavalier blanc sur case blanche a4 · Roi noir sur case noire d4 · Dame blanche sur case noire g3 · Roi blanc sur case noire d2 | Dame noire sur case noire b8 · Cavalier noir sur case noire c7 · Cavalier blanc sur case blanche a4 · Roi noir sur case noire d4 · Dame blanche sur case noire g3 · Roi blanc sur case noire d2 | Dame noire sur case noire b8 · Cavalier noir sur case noire c7 · Cavalier blanc sur case blanche a4 · Roi noir sur case noire d4 · Dame blanche sur case noire g3 · Roi blanc sur case noire d2 | Dame noire sur case noire b8 · Cavalier noir sur case noire c7 · Cavalier blanc sur case blanche a4 · Roi noir sur case noire d4 · Dame blanche sur case noire g3 · Roi blanc sur case noire d2 | Dame noire sur case noire b8 · Cavalier noir sur case noire c7 · Cavalier blanc sur case blanche a4 · Roi noir sur case noire d4 · Dame blanche sur case noire g3 · Roi blanc sur case noire d2 | Dame noire sur case noire b8 · Cavalier noir sur case noire c7 · Cavalier blanc sur case blanche a4 · Roi noir sur case noire d4 · Dame blanche sur case noire g3 · Roi blanc sur case noire d2 | 2 |
| 1 | Dame noire sur case noire b8 · Cavalier noir sur case noire c7 · Cavalier blanc sur case blanche a4 · Roi noir sur case noire d4 · Dame blanche sur case noire g3 · Roi blanc sur case noire d2 | Dame noire sur case noire b8 · Cavalier noir sur case noire c7 · Cavalier blanc sur case blanche a4 · Roi noir sur case noire d4 · Dame blanche sur case noire g3 · Roi blanc sur case noire d2 | Dame noire sur case noire b8 · Cavalier noir sur case noire c7 · Cavalier blanc sur case blanche a4 · Roi noir sur case noire d4 · Dame blanche sur case noire g3 · Roi blanc sur case noire d2 | Dame noire sur case noire b8 · Cavalier noir sur case noire c7 · Cavalier blanc sur case blanche a4 · Roi noir sur case noire d4 · Dame blanche sur case noire g3 · Roi blanc sur case noire d2 | Dame noire sur case noire b8 · Cavalier noir sur case noire c7 · Cavalier blanc sur case blanche a4 · Roi noir sur case noire d4 · Dame blanche sur case noire g3 · Roi blanc sur case noire d2 | Dame noire sur case noire b8 · Cavalier noir sur case noire c7 · Cavalier blanc sur case blanche a4 · Roi noir sur case noire d4 · Dame blanche sur case noire g3 · Roi blanc sur case noire d2 | Dame noire sur case noire b8 · Cavalier noir sur case noire c7 · Cavalier blanc sur case blanche a4 · Roi noir sur case noire d4 · Dame blanche sur case noire g3 · Roi blanc sur case noire d2 | Dame noire sur case noire b8 · Cavalier noir sur case noire c7 · Cavalier blanc sur case blanche a4 · Roi noir sur case noire d4 · Dame blanche sur case noire g3 · Roi blanc sur case noire d2 | 1 |
|   | a | b | c | d | e | f | g | h |   |

Troïtski était un compositeur prolifique d'études de finales et Irving Chernev inclut neuf d'entre-elles dans son livre « 200 Brilliant Endgames ». Ce diagramme représente l'une de ces études dont la variante principale est la suivante :
- 1. Cb6! De8
- 2. Cd7! Rc4
- 3. Dxc7+ Rb4
- 4. Dc5+ Rb3
- 5. Dc3+ Ra4
- 6. Dd4+ Ra3
- 7. Cc5 Db8
- 8. Da1+ Rb4
- 9. Ca6+

Et les Blancs gagnent.

## Publications
: document utilisé comme source pour la rédaction de cet article.
- (de) A. A. Troïtski, 500 Endspielstudien, Berlin s.a., Schachverlag Bernhard Kagan, 1924 (ISBN 1-114-59188-2).
- (ru) А. А. Troïtski, Сборник шахматных этюдов, Léningrad, ОГИЗ Физкультура и туризм,‎ 1934.
- (en) Alekseï Alekseïevitch Troïtski (préf. Sam Sloan), Collection of Chess Studies by A. A. Troizky, New-York, Ishi Press International, 2006 (1re éd. 1937), 264 p. (ISBN 978-0-923891-10-7).  — Notation descriptive anglaise. Contient in extenso le développement de la finale « roi et deux cavaliers contre roi et pions ».